# Lepidosaphes belutchistana
Lepidosaphes belutchistana är en insektsart som beskrevs av Alfred Serge Balachowsky 1954. Lepidosaphes belutchistana ingår i släktet Lepidosaphes och familjen pansarsköldlöss.
Artens utbredningsområde är Iran. Inga underarter finns listade i Catalogue of Life.